# 船木結
船木 結（ふなき むすぶ、2002年5月10日 - ）は、日本の元歌手、元アイドルで、ハロー!プロジェクトに所属するアンジュルムの元メンバー（6期）、そしてカントリー・ガールズの元メンバー。愛称はふなっき、ふなきち、ふなちゃん、むすぅ、おふな。イメージカラーはアンジュルムではライトグリーン、カントリー・ガールズではイエロー。
大阪府出身。血液型O型。アップフロントプロモーションに所属していた。

## 略歴
2013年
- 8月、『モーニング娘。12期メンバー「未来少女」オーディション』を受け、最終審査まで残るが落選。
- 9月、ハロプロ研修生（20期生）に加入[9]。
- 12月、『ハロプロ研修生 発表会 2013 〜12月の生タマゴShow!〜』にて初パフォーマンスを披露。

2014年
- 3月 - 6月、『Berryz工房デビュー10周年記念コンサートツアー2014春〜リアルBerryz工房〜』の帯同メンバーとして参加。
- 5月4日、『ハロプロ研修生 発表会 2014 〜春の公開実力診断テスト〜』にてHigh-Kingの「DESTINY LOVE」を披露する。
- 10月 - 12月、『Berryz工房デビュー10周年記念コンサートツアー2014秋〜プロフェッショナル〜』の帯同メンバーとして参加[10]。

2015年
- 5月、『ハロプロ研修生 発表会 2015 〜春の公開実力診断テスト〜』にてBerryz工房の「21時までのシンデレラ」を披露し、歌唱ポイントが高かったメンバーとして「審査員特別賞」を受賞[11]。
- 5月2日・3日・23日、『Juice=Juice ファーストライブツアー2015〜Special Juice〜』にチャレンジアクトとして参加。
- 9月23日・27日、『Hello! Project New Fes! II』にハロプロ研修生選抜メンバーとして参加[12]。
- 11月5日、梁川奈々美とカントリー・ガールズに加入することが新宿ReNYにて行われた『カントリー・ガールズ1周年記念イベント&嗣永桃子復活祭』で発表された[13][14]。

2016年
- 1月2日、『カントリー・ガールズオフィシャルブログ』を更新開始[15]。

2017年
- 6月26日、アンジュルムに移籍し、カントリー・ガールズと兼任することが発表された[16]。
- 7月15日、『アンジュルム メンバー オフィシャルブログ』を更新開始[17]。
- 10月10日、テレビ東京の番組『おはスタ』に「おはガール」の一員としてレギュラー出演を開始（2019年3月19日まで）。
- 10月から、Radio NEOの番組『HELLO! DRIVE! -ハロドラ-』金曜日のパーソナリティを週替わりで務める（2019年6月の番組終了まで）。

2019年
- 7月10日、声のかすれが日常生活に支障が出るほど顕著なものとなり、病院で「声帯結節」と診断されたことから喉の手術を受ける。
- 10月18日、12月26日に行われるLINE CUBE SHIBUYAでのコンサートをもって山木梨沙・森戸知沙希・小関舞と共にカントリー・ガールズを卒業することを発表。また、2020年3月をもってアンジュルムおよびハロー!プロジェクトを卒業し、今後の芸能活動を休止することも併せて発表[18]。
- 12月26日、LINE CUBE SHIBUYAにて開催されたライブ『カントリー・ガールズ ライブ2019 〜愛おしくってごめんね〜』をもってカントリー・ガールズを卒業し、アンジュルム専任となった[19]。

2020年
- 1月22日、アンジュルムの室田瑞希が3月22日に卒業することに伴い、自身の卒業がアンジュルムの春ツアー終了までに延期したことを発表[20]。
- 4月21日、新型コロナウイルス感染症による被害拡大により、ハロー!プロジェクトの6月いっぱいの公演が中止になったことを受け、6月12日に予定されていた卒業を再度延期することを発表[21]。
- 10月23日、12月9日の日本武道館公演をもってアンジュルムおよびハロー!プロジェクトを卒業することが正式に決定した[22]。
- 12月9日、日本武道館で行われた卒業公演を以ってアンジュルム、およびハロー!プロジェクトを卒業し、アップフロントプロモーションとの専属契約を終了、並びに芸能活動を終了した[23]。

2022年
- 6月20日、モーニング娘。'22の武道館公演で卒業した森戸知沙希に山木梨沙、小関舞、梁川奈々美と連名で花束を贈呈。当日は会場にも足を踏み入れ、1年半ぶりに公の場に姿を見せた[24]。

## 人物
- 名前の由来は、両親が結婚してできた子供であるため、「結婚」の「結」から取られた[25]。
- 特技はスキップ[1]。『ハロプロ研修生 発表会 2013 〜12月の生タマゴShow!〜』で披露したことがある。
- 趣味はパソコンでタイピングが得意である[1][26]。
- 好きな色はピンク[9]。
- 好きなスポーツはサッカー[1]。
- 座右の銘は「百折不撓」[1]（ハロプロ研修生時代は「いつも笑顔!」[9]）。
- 身長は147.7cm[17]。あまりにも身長が伸びないため、父親が心配し病院で検査した結果、健康体だがこれ以上身長は伸びないと言われたという[25]。しかし、当人はマイナスとは捉えておらず、これを活かしてマスコット的な存在になれればと思っているとインタビューで語っている[25]。
- 憧れの先輩はJuice=Juiceの宮本佳林[27]。カントリー・ガールズでプレイングマネージャーを務めていた嗣永桃子は目標の先輩[25]。
- 好きな食べ物はなめ茸ごはん。テンションの上がる給食のおかずはれんこん炒め。
- 元こぶしファクトリーの藤井梨央を姉のように慕っていた[28][29]。
- アンジュルムの上國料萌衣とは一緒に買い物に行く仲である[30]。
- アンジュルムで後輩となる伊勢鈴蘭に対しては、その所作を「あざとい」「狙っている」と頻繁にネタにしている[31][32]。一方の伊勢も、船木の言葉に反論したり弄り返すという掛け合いが定番化している[33][34]。
- 般若心経を途中まで唱えることができる。『ハロプロ研修生 発表会 2014 〜11・12月の生タマゴShow!〜』で披露した。
- ハロプロ研修生でのライバルは同期でのちにJuice=Juiceに加入した段原瑠々と答えていた[35]。
- 「キューティーむすぶたん」というキャラクターを持っており、『アンジュルムステーション1422』『カントリー・ガールズの只今ラジオ放送中!!』の両番組に登場することがある。キャラクターには、「生まれはわたが市、好きな食べ物はいちご」という設定が付いている。

## 作品

### 配信楽曲
| 発売日         | タイトル         | 備考 |
| -------------- | ---------------- | ---- |
| 2020年12月09日 | 帰りたくないな。 |      |

#### コラボレーション
- ミンミンロケンロー! / 船木結(アンジュルム/カントリー・ガールズ）、横山玲奈(モーニング娘。'17)（2017年7月28日、UP-FRONT WORKS）[36]

### 映像作品
- Greeting 〜梁川奈々美・船木結〜（2017年5月11日、UP-FRONT WORKS）[37]
- raindrop（2017年9月27日、zetima）[38]
- 等身大（2018年9月12日、zetima）[39]

### MV
- アンジュルム（26thシングル）「恋はアッチャアッチャ」 - 公式 アッチャアッチャ応援隊

## 出演

### テレビ
- テストの花道 ニューベンゼミ（2017年4月 - 2018年3月、NHK Eテレ）
- おはスタ（テレビ東京）
  - おはガール（火曜レギュラー、2017年10月10日 - 2019年3月19日）
  - ゲスト出演（2020年9月29日[注 2]）
- アンジュルム船木結 卒業特番『船木結のアンジュルムBIG LOVE』（2021年1月30日、CSテレ朝チャンネル1）

### ラジオ
- HELLO! DRIVE! -ハロドラ-（2017年10月 - 2019年6月、Radio NEO） - 金曜日担当

### CM
- ピザーラ よくばりクォーター「サンサンダンス篇」「お待ちかね篇」「チアダンス篇」「スポットライト篇」「ピザーラ出川篇」「出発篇」「よくばり応援団・ダンス篇」「応援・シズル篇」（テレビCM、2017年7月15日 - 2019年7月12日）[40][41][42][43][44][45]

### 舞台
- 演劇女子部「気絶するほど愛してる!」（2016年3月25日 - 4月3日、池袋シアターグリーン BIG TREE THEATER）[46][47] - ムツミ 役
- 演劇女子部「夢見るテレビジョン」（2017年10月5日 - 2017年10月15日、全労済ホール スペース・ゼロ） - 石坂長介 役
- 演劇女子部 全労済ホール/スペース・ゼロ提携公演「アタックNo.1」（2018年11月29日 - 12月9日、全労済ホール スペース・ゼロ） - 八木沢桂 役

## 書籍

### 単行本
- 身長差悩みあるあるWorld『コンプレックスにサヨウナラ!』 熊井友理奈＆ミニーズ。?（2018年10月15日、オデッセー出版、撮影：天日恵美子） ISBN 978-4-8470-8155-2[48]

### 雑誌連載
- UTB+ 結んで開いて! 〜バルーンアーティストへの道〜（2018年 Vol.42 - 終了時期不明、ワニブックス）
- なかよし アンジュルムかみこ&ふなっきといっしょに!放課後ガールズトーク!!（2018年9月号 - 2020年4月号、講談社）[49] - 上國料萌衣との共同連載。

### 写真集
- 梁川奈々美・船木結（カントリー・ガールズ）ミニ写真集『Greeting-Photobook-』（2017年6月3日、オデッセー出版）[50]
- 結 MUSUBU（2017年8月7日、ワニブックス、撮影：中山雅文）ISBN 978-4-8470-4935-4[51][52]
- 結色 MUSUBU16（2018年8月7日、ワニブックス、撮影：今村敏彦）ISBN 978-4-8470-8131-6[53]
- 結章ーKESSYO－（2020年5月1日、ワニブックス、撮影：田畑竜三郎）ISBN 978-4-8470-8288-7[54]

## 参加ユニット
- カントリー・ガールズ（2015年 - 2019年）
- アンジュルム（2017年 - 2020年）
- シャッフルユニット
  - ハロプロ・オールスターズ（2018年 - 2020年）
- 企画ユニット
  - ミニーズ。?（2018年 - 2020年）